# Auenstein
Auenstein es una comuna suiza del cantón de Argovia, situada en el distrito de Brugg. Limita al norte con la comuna de Thalheim, Schinznach y Veltheim, al este de nuevo con Veltheim, al sur con Möriken-Wildegg y Rupperswil, y al occidente con Aarau y Biberstein.

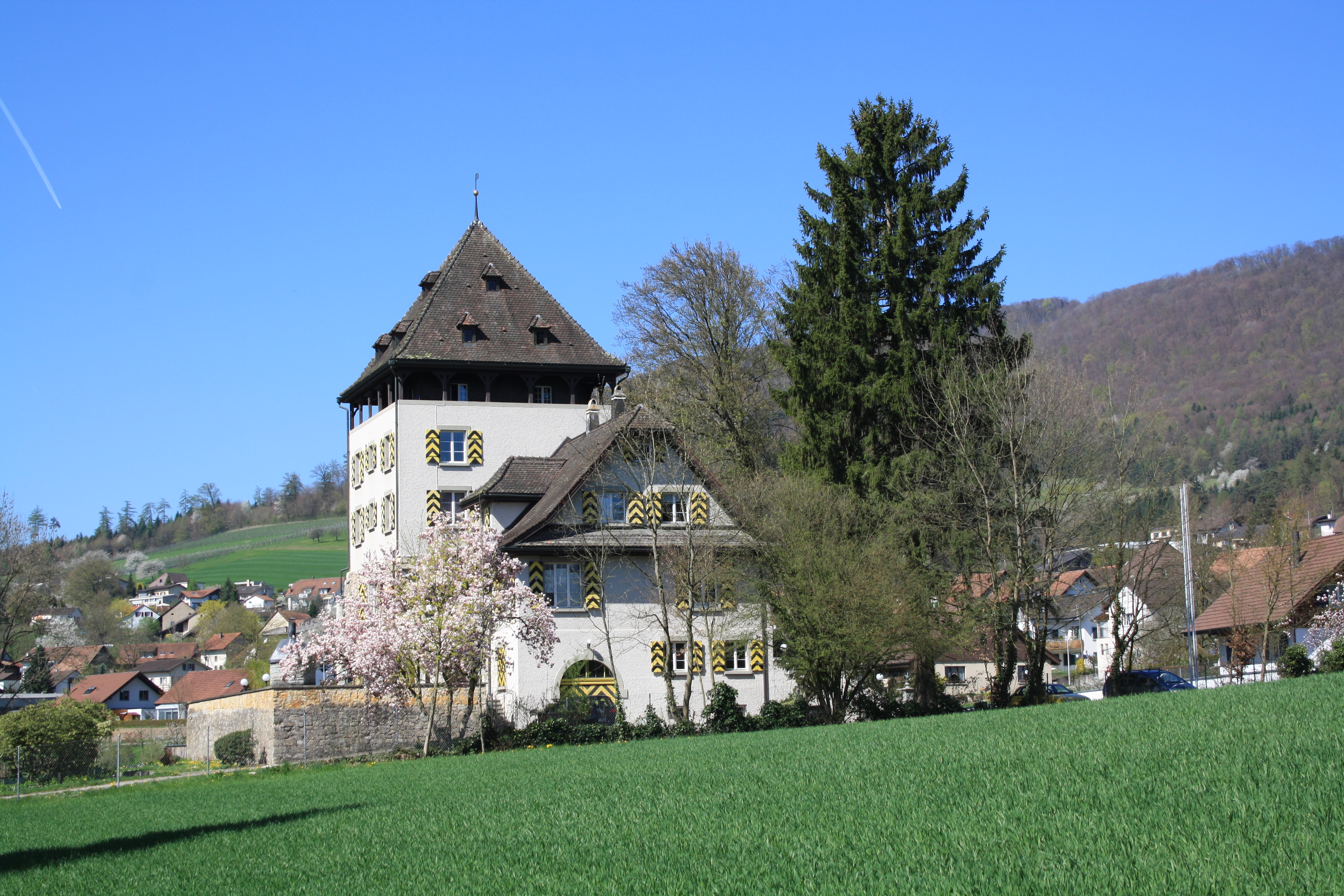
Castillo de Auenstein